# Nemophas ramosi
Nemophas ramosi är en skalbaggsart som beskrevs av Schultze 1920. Nemophas ramosi ingår i släktet Nemophas och familjen långhorningar.
Artens utbredningsområde är Filippinerna. Inga underarter finns listade i Catalogue of Life.